# العلاقات الغيانية الليبيرية
العلاقات الغيانية الليبيرية هي العلاقات الثنائية التي تجمع بين غيانا وليبيريا.

## مقارنة بين البلدين
هذه مقارنة عامة ومرجعية للدولتين:
| وجه المقارنة                                              | غيانا        | ليبيريا      |
| --------------------------------------------------------- | ------------ | ------------ |
| المساحة (كم2)                                             | 214.97 ألف   | 111.37 ألف   |
| عدد السكان (نسمة)                                         | 777.86 ألف   | 4.73 مليون   |
| الكثافة السكانية (ن./كم²)                                 | 3.62         | 42.47        |
| العاصمة                                                   | جورج تاون    | مونروفيا     |
| اللغة الرسمية                                             | لغة إنجليزية | لغة إنجليزية |
| العملة                                                    | دولار غياني  | دولار ليبيري |
| الناتج المحلي الإجمالي (بليون دولار)                      | 3.68 مليار   | 2.16 مليار   |
| الناتج المحلي الإجمالي (تعادل القوة الشرائية) بليون دولار | 5.77 مليار   | 3.76 مليار   |
| الناتج المحلي الإجمالي الاسمي للفرد دولار أمريكي          | 4.13 ألف     | 455          |
| الناتج المحلي الإجمالي للفرد دولار أمريكي                 |              | 842          |
| مؤشر التنمية البشرية                                      |              | 0.430        |
| رمز المكالمات الدولي                                      | +592         | +231         |
| رمز الإنترنت                                              | .gy          | .lr          |
| المنطقة الزمنية                                           | 00           | 00           |

## منظمات دولية مشتركة
يشترك البلدان في عضوية مجموعة من المنظمات الدولية، منها:
| علم المنظمة | اسم المنظمة                                 | تاريخ انضمام غيانا | تاريخ انضمام ليبيريا |
| ----------- | ------------------------------------------- | ------------------ | -------------------- |
|             | مؤسسة التنمية الدولية                       | 4 يناير 1967       | 28 مارس 1962         |
|             | مؤسسة التمويل الدولية                       | 4 يناير 1967       | 28 مارس 1962         |
|             | منظمة حظر الأسلحة الكيميائية                | ?                  | ?                    |
|             | الأمم المتحدة                               | 20 سبتمبر 1966     | 2 نوفمبر 1945        |
|             | الاتحاد الدولي للاتصالات                    | 8 مارس 1967        | 10 أكتوبر 1927       |
|             | منظمة الشرطة الجنائية الدولية               | ?                  | ?                    |
|             | البنك الدولي للإنشاء والتعمير               | 26 سبتمبر 1966     | 28 مارس 1962         |
|             | الاتحاد البريدي العالمي                     | ?                  | ?                    |
|             | المركز الدولي لتسوية المنازعات الاستشارية   | 10 أغسطس 1969      | 16 يوليو 1970        |
|             | وكالة ضمان الاستثمار متعدد الأطراف          | 18 يناير 1989      | 12 أبريل 2007        |
|             | مجموعة دول أفريقيا والكاريبي والمحيط الهادئ | ?                  | ?                    |
|             | يونسكو                                      | 21 مارس 1967       | 6 مارس 1947          |

## وصلات خارجية
- موقع وزارة الخارجية الغيانية
- موقع وزارة الخارجية الليبيرية